# Новые Усы (Татарстан)
Новые Усы — село в Муслюмовском районе Татарстана. Административный центр Новоусинского сельского поселения.

## География
Находится в восточной части Татарстана на расстоянии приблизительно 9 км на юго-восток по прямой от районного центра села Муслюмово у речки Казанчинка.

## История
Основана около 1750-х годов как селение нагайбацких казаков. Упоминалось также как Усы. В период 1930—1963 годов официально значилось как два населенных пункта: Зар-Усы и Кряш-Усы.

## Население
Постоянных жителей было: в 1824 году — 196 душ муж. пола; в 1870—966 чел.; в 1902—786 душ муж. пола; в 1917—1963, в 1938—638, в 1949—1094, в 1958—746, в 1970—613, в 1979—570, в 1989—452, 449 в 2002 году (татары 88 %, в том числе кряшены), 434 в 2010.
Известные уроженцы - Егоров Никон Романович, учитель отряда первых советских космонавтов